# 746
746 (DCCXLVI) fue un año común comenzado en sábado del calendario juliano, en vigor en aquella fecha.

## Acontecimientos
- Swithred sucede a Saelred como rey de Essex.
- El califa Marwán II derrota a los rebeldes de Homs en Siria y a los jariyíes del norte de Irak (Tercera Fitna).
- El emperador romano Constantino V penetra en Cilicia y conquista Germanicea (actual Kahramanmaraş), ciudad natal de su padre León III el Isaurio.
- Los Bizantinos recuperan Chipre de los árabes.
- La nobleza de los alamanes es asesinada en el tribunal de sangre en Cannstatt.
- El monasterio de Tegernsee, en Baviera, comenzó a elaborar su propia cerveza.

## Nacimientos
- Gao Chongwen, general de la dinastía Tang.
- Hui-kuo, monje budista de la dinastía Tang.
- Kirtivarman II, último rey de la dinastía Badami Chalukya.
- Zhao Zongru, canciller durante el reinado del emperador Dezong de la dinastía Tang
- Zheng Yuqing, canciller en los reinados del emperador Dezong y emperador Xianzong de la dinastía Tang

## Fallecimientos
- Saelred de Essex, rey.